# 佐藤祐市
佐藤 祐市（さとう ゆういち、1962年8月18日 - ）は、日本のテレビドラマ演出家、映画監督。共同テレビジョン（共テレ）取締役、制作センター第1制作・権利開発・制作調整担当。東京都出身。

## 経歴
デビュー当初より主に先輩の星田良子に師事していた。上戸彩と仕事をする機会が多い。
3本目の映画『キサラギ』が第50回ブルーリボン賞・作品賞、第31回日本アカデミー賞・優秀作品賞（2008年）など数々の賞を獲得。自身も2007新藤兼人賞・銀賞、日本アカデミー賞・優秀監督賞を受賞した。
2008年、ベイシスより親会社の共同テレビジョンに河野圭太と共に移籍している。
2013年2月4日放送の『ストロベリーナイト』の宣伝を兼ねた、『ネプリーグ』で民放バラエティ初出演となる。なお、この番組で映画監督が出るのは初の試みである。
2022年1月19日に立ち上げたエンタメDAOプロジェクト『SUPER SAPIENSS』の発起人の1人である。
2022年6月より共同テレビ執行役員、制作センター第1制作部ゼネラルプロデューサーに就任。
2023年6月より共同テレビ取締役、制作センター第1制作・権利開発・制作調整担当に就任。

## 作品

### 映画
- 絶対恐怖 Pray プレイ（2005年）
- シムソンズ（2006年）
- キサラギ（2007年）
- 守護天使（2009年）
- ブラック会社に勤めてるんだが、もう俺は限界かもしれない（2009年）
- ストロベリーナイト（2013年）
- 脳内ポイズンベリー（2015年）
- 累（2018年）
- ういらぶ。（2018年）
- 名も無き世界のエンドロール（2021年）
- シティーハンター（2024年4月25日）[2]
- 六人の嘘つきな大学生（2024年11月22日）

### テレビドラマ

#### テレビドラマ（連続）
- LOVE（1991年）
- スキャンダル（1993年）
- 時をかける少女（1994年）
- 17才-at seventeen-（1994年）
- 真夜中を駆けぬける（1994年）
- 風たちの遺言（1995年）
- ひとりにしないで（1995年）
- ベストフレンド（1995年）
- 将太の寿司（1996年）※初の連続ドラマチーフ演出デビュー
- 木曜の怪談・タイムキーパーズ（1997年）※チーフ
- 今夜、宇宙の片隅で（1998年）
- 古畑任三郎（1999年）
- 貯まる女（2000年）
- 永遠の1/2（2000年）
- 編集王（2000年）※チーフ
- 医者と患者（2001年）
- 恋愛偏差値 第1章・第3章（2002年）※第1章はチーフ演出
- 僕の生きる道（2003年）
- 大奥（2003年）
- WATER BOYS（2003年）※チーフ
- WATER BOYS2（2004年）※チーフ
- アテンションプリーズ（2006年）※チーフ
- 今週、妻が浮気します（2007年）
- 花嫁とパパ（2007年）※チーフ
- 暴れん坊ママ（2007年）※チーフ
- シバトラ〜童顔刑事・柴田竹虎〜（2008年）※チーフ
- 救命病棟24時（2009年）
- 刑事定年（2010年）※チーフ
- ストロベリーナイト（2012年）※チーフ
- 家族ゲーム（2013年）※チーフ
- 福家警部補の挨拶（2014年）※チーフ
- 死の臓器（2015年）※チーフ
- 無痛〜診える眼〜（2015年）※チーフ
- ノンママ白書（2016年）※チーフ
- 櫻子さんの足下には死体が埋まっている（2017年）※チーフ
- 絶対零度～未然犯罪潜入捜査～ (2018年) ※チーフ
- メゾン・ド・ポリス（2019年）※チーフ
- ワケあって火星に住みました〜エラバレシ4ニン〜（2020年）※チーフ
- 危険なビーナス（2020年）※チーフ
- 吉祥寺ルーザーズ（2022年）※チーフ
- 誰かがこの町で（2024年）
- アイシー〜瞬間記憶捜査・柊班〜（2025年）

#### テレビドラマ（単発）
- 奇妙な出来事（1990年）
  - 「誰かが見ている」
  - 「夫婦円満」
- ざけんなョ!!シリーズ
- 世にも奇妙な物語シリーズ（1992年 - 2010年）
  - 1992年 春の特別編「笑いの天才」
  - 1994年 秋の特別編「出られない」
  - 1995年 冬の特別編「ブルギさん」
  - 1996年 冬の特別編「ザ・ニュースキャスター」
  - 1996年 秋の特別編「不定期バスの客」
  - 1996年 聖夜の特別編「主婦さち子の秘かな愉しみ」
  - 1997年 秋の特別編「ウィルス」
  - 2001年 春の特別編「厭な子供」
  - 2005年 秋の特別編「過去が届く午後」
  - 20周年スペシャル・秋 〜人気作家競演編〜「厭な扉」
  - 2016年 春の特別編「通いの軍隊」
  - 2018年 春の特別編「不倫警察」
- 君たちがいて僕がいる2（1992年）
- 大家族デカシリーズ（1994年 - ）
- お気らく主婦シリーズ（1998年 - 2002年）
- サラリーマン刑事2（1999年）
- 音の犯罪捜査官3（1999年）
- えなりかずきの少年探偵 事件でござるシリーズ（2002年・2003年）
- 女たちの罪と罰（2004年）
- 日本の歴史 信長最期の一日〜本能寺の変〜（2005年）
- WATER BOYS 2005夏スペシャル（2005年）
- アテンションプリーズスペシャル〜ハワイ・ホノルル編（2007年）
- アテンションプリーズスペシャル〜オーストラリア・シドニー編（2008年）
- シバトラ〜童顔刑事! 史上最大の危機スペシャル〜（2009年）
- 最後の約束（2010年）
- シバトラ〜さらば、童顔刑事スペシャル〜（2010年）
- ストロベリーナイト（2010年）
- もう誘拐なんてしない（2012年）
- ストロベリーナイト アフター・ザ・インビジブルレイン（2013年）
- 大使閣下の料理人（2015年）

### インターネットドラマ
- スピード写真（2002年、共同テレビ）
- 下心（2002年、共同テレビ）

### 舞台
- 脳内ポイズンベリー（2020年）

## 関連人物
- 稲田秀樹
- 井口喜一
- 船津浩一
- 高丸雅隆
- 星田良子
- 河野圭太
- 土方政人
- 木下高男
- 村上正典
- 石川淳一